# Гостагаевская
Гостага́евская — станица в муниципальном образовании городе-курорте Анапа Краснодарского края России. Административный центр Гостагаевского сельского округа.

## География
Станица расположена в предгорной зоне, на берегу реки Гостагайка (Гюстюгай, Востагай) и её притоков (бассейн Витязевского лимана Чёрного моря), в 22 км северо-восточнее города Анапа. Через станицу проходит автодорога регионального значения Р-252, соединяющая Анапу и станицу Варениковскую.
Станица окружена виноградниками. 
Название станицы произошло от названия речки Гостагайка, на берегу которой она и была основана.

## История
Основана станица в 1862 году.
В 2012 году станица отпраздновала своё 150-летие. На месте бывшей крепости был открыт памятный знак.

### Укрепление
45°01′30″ с. ш. 37°31′27″ в. д.

В 1829 году, после войны с Турцией, к России отошло побережье Чёрного моря от устья Кубани до Аджарии. На побережье возводятся укрепления, которые образовали Черноморскую береговую линию. В 1842 году построено последнее укрепление этой линии — Гостагаевское. Укрепление стало известным после нападения горцев (по разным источникам от 5 до 10 тысяч человек) утром 26 июля 1853 года. Действия гарнизона укрепления получили высокую оценку командования. Несколько офицеров и лиц нижних чинов повысили в званиях. Воинский начальник Гостагаевского укрепления капитан Франц Вояковский был награждён орденом Святого Георгия 4 степени, четверо офицеров — орденами Святой Анны 4 степени, батальонный лекарь — орденом Святой Анны 4 степени. В Гостагаевском музее (руководитель Малыхин В. И.) собраны материалы по истории станицы, среди них полный список всех 336 казачьих семей, основавших станицу (оригинал списка хранится в ГАКК), с указанием возраста каждого члена семьи.

## Культура
В станице действуют две общеобразовательных школы:
школа МОУ СОШ № 15 по ул. Мира, школа МОУ СОШ № 31 по ул. Советской.
Кроме школ, культурным центром станицы является Дом культуры. Коллектив ДК проводит вечера отдыха молодежи, тематические и праздничные вечера отдыха, показательные концерты казачьего народного творчества.

## Население
| 1939 | 1959  | 1979  | 2002  | 2010  | 2021    |
| ---- | ----- | ----- | ----- | ----- | ------- |
| 6410 | ↘5470 | ↗6919 | ↗8962 | ↗9772 | ↗16 438 |

Большинство населения — русские (91,2 %), проживают также украинцы, турки, армяне и др.